# Международный турнир естественных наук
Международный студенческий турнир естественных наук — это командно-личное соревнование, в котором студенты соревнуются в решении актуальных естественно-научных вопросов. Турнир направлен на привлечение студентов к решению задач, стоящих перед Российскими частными и государственными промышленными предприятиями и научными институтами.

## История турнира
Международный студенческий турнир естественных наук является развитием химического турнира школьников, проводящегося с 2006 года ежегодно в г. Санкт-Петербурге на базе Санкт-Петербургского государственного университета. В 2010 году на химическом факультете СПбГУ возникла идея создания студенческой версии популярного школьного состязания. Это позволяло поднять уровень решения актуальных химических проблем на студенческий уровень и сохранить азарт и творческую составляющую.
Уже осенью 2010 года был проведен первый студенческий химический турнир, в котором приняли участие 11 студенческих команд из ведущих университетов Санкт-Петербурга, Казани, Москвы и Ярославля, а также команда КНУ им. Тараса Шевченко, придавшая турниру международный статус.
Турнир 2010 года оправдал ожидания организаторов и показал, что большинство прикладных задач лежит на стыке наук. Потому было принято решение расширить круг участников, пригласить к решению студентов всех естественнонаучных направлений.

## Цели турнира
- Ориентация науки на нужды производства.
- Содействие трудоустройству студентов на работу в российских компаниях и научных институтах.
- Повышение научной мобильности молодых ученых.
- Формирование междисциплинарных команд для решения актуальных научных и технологических задач.

## Задачи турнира
Для турнира используется список заданий, предложенных спонсорами турнира и одобренных компетентным жюри, таким образом, каждое задание отвечает настоящим научно-техническим интересам реально действующей фирмы. Такие задачи отличаются большим количеством возможных путей решения, ни один из которых не является единственно верным. Задания выполняются коллективно, и, таким образом, для решения проводятся коллективные исследования, выбираются наиболее подходящие методы. Приветствуется работа с научной и патентной литературой.

### Примеры заданий
«Мышьяк» В ряде стран Юго-Восточной Азии питьевая вода содержит существенные количества мышьяка в виде растворимых арсенитов и арсенатов. Поэтому при освоении новых источников питьевой воды обязателен анализ на эти ионы. К сожалению, обычные химические методы экспресс-анализа не обладают достаточной чувствительностью, а приборные методы требуют доставки образцов в крупные лаборатории, то есть не являются экспрессными. Предложите метод анализа природных вод на арсениты и арсенаты, использующий минимальное количество оборудования, доступное для полевых лабораторий.
«Сосульки» Известно, что на карнизах старых домов в зимнее время образуются сосульки, при этом современные многоэтажки свободны от этой проблемы. Предложите недорогое покрытие для карнизов «опасных» домов, препятствующее образованию (или последующему падению) сосулек, но не нарушающее архитектурный облик нашего города.
«Ионообменные смолы» При регенерации ионообменной смолы, используемой при промышленном и бытовом умягчении воды («карбоксильная смола»), используются минеральные кислоты. При этом, из-за невысокой эффективности процесса, не менее 50 % регенерирующего вещества сливается в канализацию. Предложите способ(ы) регенерации больших количеств смол, свободные от этого недостатка.

## Общая схема проведения турнира
Турнир проходит в два тура — заочный и очный.

### Заочный тур
Заочный тур включает в себя решение двух квалификационных задач. После рассмотрения квалификационных задач экспертной комиссией
капитанам команд рассылаются замечания и рекомендации по поводу формы и содержания предложенных решений. Капитаны могут использовать эти рекомендации для более качественной подготовки к очному туру.

### Очный тур
Очный тур турнира проводиться в четыре этапа: конкурс капитанов, два отборочных и финал. По результатам конкурса капитанов команды распределяются по аудиториям для первого отборочного этапа. В каждом круге команда выступает один раз в роли докладчика, один раз в роли оппонента, один раз в роли рецензента.
Команды решают не менее 8 из 10 предложенных задач (по 5 задач в каждом отборочном этапе). Команда может (но не обязана) оформить отказ от двух задач (по одной на каждый отборочный тур) без потери баллов. Команда не может быть вызвана в качестве докладчика на задачи, от которых она отказалась. Для финального этапа команда должна решить не менее 4 задач из 5 предложенных. Таким образом, в сумме на Турнире командам будет предложено 15 задач, из которых они должны решить не менее 12.

## Правила турнира
- Команда, принимающая участие в турнире, может состоять из 4-5 участников, а также из запасного участника. Команду может сопровождать её куратор.
- В каждом круге команда выступает один раз в роли докладчика, один раз в роли оппонента, один раз в роли

рецензента.
- Каждый участник команды может выступать не более одного раза в роли докладчика и не более одного раза в роли оппонента за два отборочных этапа.
- Каждый участник команды может выступать не более одного раза в роли докладчика и не более одного раза в роли оппонента за финальный этап.
- В своих выступлениях все участники обязаны быть корректны и вежливы.

### Роли команд
Докладчик — член докладывающей команды, выступающий с мультимедийной презентацией по решенной задаче в течение 7-10 минут. Докладчик назначается капитаном команды.
Оппонент — член оппонирующей команды, который должен в течение 5 минут уровень оценить решение задачи Докладчиком. Оппонент назначается капитаном оппонирующей команды.
Рецензент — член рецензирующей, который суммирует работу Докладчика и Оппонента, указывает на сильные и слабые стороны обоих и выступает после окончания полемики.
Слушатель — команда, не участвующая в данном этапе (вызове) и не имеющая права голоса. Слушатель может задать свои вопросы после выступления докладчика, оппонента и рецензента, перед вопросами Жюри. В случае трехкомандной секции роль слушателя отсутствует.

### Порядок выступлений
| Определение капитаном вызывающей команды номера задачи, на которую команда желает вызвать докладчика. | 1 мин      |
| Оглашение капитаном докладывающей команды фамилии и имени докладчика по задаче.                       | 1 мин      |
| Оглашение капитаном оппонирующей команды фамилии и имени оппонента по задаче.                         | 1 мин      |
| Выступление докладчика.                                                                               | 7-10 мин   |
| Уточняющие вопросы оппонента и ответы на них.                                                         | 2 мин      |
| Выставление оценок за доклад и оппонирование.                                                         | 1 мин      |
| Ответ докладчика на оппонирование.                                                                    | 2 мин      |
| Полемика между докладчиком и оппонентом.                                                              | 5+5=10 мин |
| Выступление рецензента.                                                                               | 3 мин      |
| Вопросы команды-слушателя, зрителей турнира.                                                          | 3 мин      |
| Вопросы жюри.                                                                                         | 5 мин      |
| Выставление оценок рецензенту, оценок за полемику.                                                    | 1 мин      |
| Выступление жюри. Комментарии к задаче, к выступлению докладчика, оппонента и рецензента.             | 5 мин      |
| ИТОГО                                                                                                 | 45 мин     |

## Жюри

### Основные положения
1. Членом жюри турнира может быть действительный кандидат наук (химия, физика, биология, технические и геолого-минералогические науки), капитан команды, участвовавшей в предыдущих турнирах, представитель научно-технологических и исследовательских компаний с опытом работы не менее 2-х лет.
2. В конце каждого вызова жюри выставляет оценки за доклад, оппонирование, полемику и рецензию. Счетная комиссия усредняет балл по количеству членов жюри для каждой оценки. Сумма баллов за круг может находиться в пределах 0-45. Точность подсчета баллов — 0,1 балла.
3. Выставление оценок жюри проводится публично поднятием карточек.
4. Минимальная и максимальная оценки, выставленные членами жюри, не могут быть оспорены, но должны быть объяснены членом жюри после оглашения оценок.
5. Победитель и призёры турнира определяются по сумме баллов за 2 круга финального этапа. Общая сумма баллов находится в диапазоне 0-90 баллов. В случае равенства баллов высший рейтинг занимает та команда, которая получила более высокую оценку в роли докладчика. В случае равенства баллов после сравнения докладов высший рейтинг получает команда, которая получила более высокую оценку в роли оппонента.

### Критерии и оценки
При оценке докладчика жюри пользуются следующими критериями, исходя из 20 баллов:
- Научная часть — 10 баллов. При этом оцениваются: научная обоснованность идеи, творческий подход к решению, научный уровень ответов на вопросы.
- Презентация решения — 10 баллов. При этом оценивается ораторское мастерство и увлекательность доклада, оформление презентации, умение убедительно и понятно изложить ход решения.

При оценке оппонента исходя из 10 баллов оценивается научный уровень и корректность оппонирования, ораторское мастерство.

Оценка рецензента (максимум 5 баллов) включает в себя адекватность оценки рецензентом представления и решения проблемы, адекватность оценки полемики.

## Упоминания в СМИ
- Интернет-издание iUni о турнире 2010
- NT-Inform о турнире 2011
- Первый Химический турнир среди студентов в СПбГУ / Ксения Капитоненко, Антон Голышев // Университет. — 2010. — № 16.
- МИТХТ о турнире 2010
- Интернет-телевидение СПбГУ
- Ведомости Санкт-Петербурга о турнире 2011 (недоступная ссылка)
- FirstNews о турнире 2011